# Monstrotyphis tosaensis
Monstrotyphis tosaensis is een slakkensoort uit de familie van de Muricidae. De wetenschappelijke naam van de soort is voor het eerst geldig gepubliceerd in 1960 door Azuma.